# Gazeta do Povo

Capa do jornal no antigo formato (2014)

A Gazeta do Povo é um jornal semanal com sede em Curitiba, no estado do Paraná. O periódico deixou de circular diariamente no formato impresso em 2017, mantendo suas notícias diárias no formato digital. É considerado o maior e mais antigo jornal no estado, sendo publicado pela Editora Gazeta do Povo S.A., pertencente ao Grupo Paranaense de Comunicação (GRPCOM).
Segundo o jornal The Intercept, a partir de uma abrupta guinada de posição política, iniciada em 2015, Gazeta do Povo teria se tornado um veículo do conservadorismo brasileiro.

## História
Foi fundado em 3 de fevereiro de 1919 pelo paraibano Benjamin Lins e o alagoano Oscar Joseph de Plácido e Silva, quando a sua primeira edição foi as ruas da cidade de Curitiba e região. Em 1962, o jornal foi comprado pelos sócios Francisco Cunha Pereira Filho e Edmundo Lemanski, transformando o periódico numa das principais empresas do Grupo Paranaense de Comunicação.
Em 1 de dezembro de 2015, houve a primeira transformação física do periódico, quando anteriormente era impresso no formato Standard. Nesta data passou a ser vendido no formato Berliner com no máximo 48 páginas, reduzindo assim conteúdo e cadernos, e os suplementos eram oferecidos em separado na forma de revistas. Aos finais de semana, o jornal era impresso numa edição única com 88 páginas.
Em 1° de junho de 2017, ocorreu nova transformação editorial e física do jornal, quando passou a ser impresso e vendido no formato revista com a circulação semanal, ou seja, no dia 31 de maio deste ano, foi a última edição no formato jornal e de circulação diária. Desta maneira, o grupo GRPCOM, dono do periódico, centralizou esforços na produção diária de informação e no consumo de conteúdo nos meios digitais, como no portal de notícias na internet e em dispositivos móveis. Em 3 de setembro de 2020 foi anunciado que a edição semanal também seria interrompida, dando lugar a uma publicação mensal.
Segundo o Coletivo Bereia, a Gazeta do Povo teria veiculado diversos conteúdos desinformativos. De todas as 418 checagens realizadas pelo coletivo de 2019 a 2023, 33 (mais de 7%) se deram contra o jornal.

## Controvérsias

### "Monitor da Doutrinação"
Em 2017, o portal criou o "Monitor da Doutrinação", que incentivava leitores a enviarem vídeos em que professores supostamente aparecem "doutrinando" alunos com "ideias de esquerda". O monitor durou quatro dias, sendo retirado do ar devido a fortes protestos de diversos profissionais. Em análise sobre a criação do portal e rumo em que o jornal tomou, o Departamento de Jornalismo da Universidade Estadual de Ponta Grossa (UEPG), ao também observar a tentativa de censura com o lançamento do "Monitor da Doutrinação", publicou:
"Ao implantar um monitor dessa natureza, demonstra a que ponto o jornal chegou para expor suas posições políticas e editoriais retrógradas, remissivas à vigilância e à perseguição política que se incrustam em várias práticas institucionais do estado e do país. Além da gravidade política dessa iniciativa, a prática revela que há muito esse jornal abdicou do jornalismo. A Gazeta do Povo, que já teve reportagens e repórteres entre os melhores do país, hoje é um arremedo de jornal. Impresso semanalmente, com veiculação digital, aposta majoritariamente na política de "caça cliques", com textos sensacionalistas, hospedagens de muitos blogues conservadores e editoriais reacionários. Demitiu grande parte de seus jornalistas para novas contratações, sob a forma precarizada. Fechou parque gráfico e redação, já reduzida nos últimos meses. A empresa está na contramão de todas as iniciativas de jornalismo que hoje alcançam sucesso no mundo. Isso acontece porque a Gazeta do Povo acabou com seu principal produto: o jornalismo crítico, de qualidade e com credibilidade."

### Inclusão errônea em CPMI
Em junho de 2020, foi incluído pela CPMI das Fake News como veículo de notícias falsas, mas logo a seguir, foi removido da lista dos 47 supostos propagadores de notícias falsas que a comissão parlamentar elaborou, quando reconhecido um equívoco por parte de consultores parlamentares.

### Postagem do Twitter removida por ordem da justiça
Durante a eleição presidencial no Brasil em 2022, acatando a pedido do Partido dos Trabalhadores (PT), o Tribunal Superior Eleitoral (TSE) exigiu que uma postagem no Twitter do jornal fosse removida, sob a justificativa de conter "informação evidentemente inverídica e prejudicial à honra e à imagem de candidato ao cargo de presidente da República nas eleições 2022". A postagem tratava de suposto apoio do candidato Luiz Inácio Lula da Silva ao ditador nicaraguense Daniel Ortega. A decisão foi criticada pela Associação Nacional de Jornais e outras entidades.

## Prêmios

### Esso
Em 2004 ganhou o Esso Regional Sul, concedido na Mauri König e Franco Iacomini, pela reportagem "Devorados pela Miséria". Na noite de 17 de novembro de 2010, os jornalistas Katia Brembatti, Karlos Kohlbach, James Alberti e Gabriel Tabatcheik, da equipe de redação da G.P. receberam o Prêmio Esso de Jornalismo 2010 pelo trabalho "Diários Secretos", prêmio esse, inédito no jornalismo paranaense.

### Prêmio Vladimir Herzog
Prêmio Vladimir Herzog de Arte
| Ano  | Obra                  | Veículo de mídia                 | Autor          | Resultado |
| ---- | --------------------- | -------------------------------- | -------------- | --------- |
| 2014 | "Pátria Amada Brasil" | Jornal Gazeta do Povo – Curitiba | Róbson Vilalba | Venceu    |

Prêmio Vladimir Herzog de Fotografia
| Ano  | Obra                        | Veículo de mídia | Autor       | Resultado |
| ---- | --------------------------- | ---------------- | ----------- | --------- |
| 2018 | "Consumido pela escravidão" | Gazeta do Povo   | Álvaro Rosa | Venceu    |

Menção Honrosa por Fotografia
| Ano  | Obra                                        | Veículo de mídia               | Autor                | Resultado |
| ---- | ------------------------------------------- | ------------------------------ | -------------------- | --------- |
| 2004 | Conjunto de Fotos: "Devorados pela miséria" | Jornal Gazeta do Povo - Paraná | Albari Rosa da Silva | Venceu    |

Outros
A matéria intitulada "Império das Cinzas", produzida pelos jornalistas Mauri König, Diego Antonelli e Albari Rosa e publicada em março de 2014, foi finalista, em 2015, do prêmio "Global Shining Light Award". O prêmio é organizado pela Global Investigative Journalism Network, uma associação de 118 organizações não governamentais (ONGs), de 54 países. Em 2016, ganhou o prêmio de Liberdade de Imprensa da Associação Nacional de Jornais (ANJ).